# Замок Гамбах
Замок Гамбах (нім. Hambacher Schloss) — це замок поблизу міського району Гамбах Нойштадт-ан-дер-Вайнштрассе в землі Рейнланд-Пфальц, Німеччина. Він вважається символом німецького руху за демократію через Гамбахер-Фест, який відбувся тут у 1832 році.

## Місцезнаходження
Замок Гамбах розташований на горі Шлосберг (дослівно перекладається як Замкова гора; висота: 325м) у східній околиці  Пфальцького лісу.